# HD 129445
HD 129445 è una stella di tipo G che si trova nella costellazione del Compasso, situata a 219 anni luce (67 parsec) di distanza dal Sole. Ha una magnitudine apparente di 8,80, dunque appare invisibile ad occhio nudo. Questa stella osservata dal programma Magellan, possiede un esopianeta che gli gravita attorno (1,6 masse gioviane e 5 anni di rivoluzione attorno alla stella madre).